# Hugo Costela
Hugo Costela, vollständiger Name Hugo César Costela Pintos, (* 15. Juni 1981 in Montevideo) ist ein uruguayischer Fußballspieler.

## Karriere
Der 1,82 Meter große, im Mittelfeld und Angriff eingesetzte Offensivakteur Costela spielte mindestens ab dem Jahr 2000 für den in jenem Jahr in der Segunda División antretenden Verein Central Español aus Montevideo. nach zwischenzeitlichem Erstligaaufstieg verblieb er bis einschließlich des Torneo Clasificatorio 2004 bei dem Klub. In der Apertura 2003 stehen 14 Ligaeinsätze und zwei Tore für ihn zu Buche. Für das Jahr 2004 werden 26 Ligaeinsätze und sechs Tore für Costela geführt. Sodann schloss er sich nach dem Abstieg Centrals Anfang 2005 leihweise Defensor Sporting an, lief in 16 Ligapartien auf und erzielte sechs Treffer. Anfang August 2005 wechselte er nach knapp sechs Monaten in Reihen "Violetten" der auf Leihbasis zum argentinischen Verein Olimpo. teile der Transferrechte lagen zudem bei einer weiteren Partei. In der Apertura 2005 werden für ihn dort neun (kein Tor) und in der Clausura 2006 16 Einsätze (ein Tor) geführt. Andere Quellen erwähnen in der Apertura und Clausura des Jahres 2006 insgesamt 22 absolvierte Ligaspiele (ein Tor) für den Olimpo. In der Apertura 2006 und Clausura 2007 stand er abermals im Kader Defensors und bestritt zwei bzw. ein Ligaspiel in den jeweiligen Halbserien. Im Jahr 2007 spielte er wieder für Olimpo. Mindestens 2008 gehörte er erneut dem Kader Defensors an. In der Saison 2007/08 gehörte er dort dem Team an, das den uruguayischen Landesmeistertitel gewann. Zum Meisterschaftsgewinn trug er mit sechs absolvierten Partien in der Clausura 2008 bei. Andere Quellen weisen in jener Saison sieben Einsätze in der Liga aus. Auch ist seine weitere Zugehörigkeit zum Klub bis 2009 belegt. Sodann wird ein Engagement beim Cerro Largo FC geführt. In der Erstligaspielzeit 2009/10 stehen dort sieben Einsätze für Costella zu Buche. Ein Tor erzielte er nicht. Auch kam er in drei Begegnungen der Liguilla Pre-Libertadores 2009 zum Zug. Mindestens seit November 2010 spielte er abseits des Profifußballs für den uruguayischen Verein Campana in der Liga Mayor (Divisional "A"). Später war er für Libertad de San José tätig, bevor er sich 2013 dem von Washington Dupré trainierten Club Atlético Peñarol in Nueva Palmira anschloss.

## Erfolge
- Uruguayischer Meister 2007/08